# Arhacia
Arhacia is een geslacht van vlinders van de familie tandvlinders (Notodontidae).

## Soorten
- A. combusta Herrich-Schäffer, 1854
- A. fascis Schaus, 1890
- A. imitans Schaus, 1911
- A. lignaris Schaus, 1911
- A. postbrunnea Rothschild, 1917